# چند روز از زندگی ابلوموف
چند روز از زندگی ابلوموف (به روسی: Несколько дней из жизни И. И. Обломова) یا به‌طور خلاصه ابلوموف نام فیلمی است از نیکیتا میخایلکوف کارگردان روس به سال ۱۹۷۹ میلادی براساس رمان مشهور ابلوموف اثر ایوان گنچاروف نویسنده قرن نوزدهم روسیه.

## خلاصه فیلم
بامداد روزی ایلیا ایلیچ ابلوموف در خانه خود در خیابان گاروخوایا و در یکی از آن ساختمانهای بزرگی که شمار ساکنان آن از جمعیت یک بخش کمتر نیست، در رختخواب لمیده بود. بخش آغازین فیلم به خواب ابلوموف و خاطرات خوش کودکی او می‌پردازد. کودک نازپرورده دیروز از آغوش مادر به گرمای رختخواب خود در سن پترزبورگ خزیده تا به دور از هیاهوی زندگی و دشواری‌های آن، دوران بازنشستگی را با خمودگی و تن آسایی بگذارند.
آندرهٔ شولتس، همبازی دوران کودکی ایلیا، از پدری آلمانی و مادری روس، برخلاف ابلوموف با اراده و سخت کوشی در زندگی پیشرفت بسیاری کرده است. همه تلاش‌های آندره ی برای رهانیدن ابلوموف از خمودگی بیهوده است. گرمای عشق پاک و سوزان اولگا هم نمی‌تواند ایلیای بیچاره را از رخوت و سستی برهاند.
ابلوموفمیسم، به گفته آندره‌ی، درد بی درمانی است که گریبان ایلیا را رها نمی‌کند و تا دم مرگ همراه اوست. ابلوموف زندگی آسوده در کنار یک بیوه زن میانسال را به عشق اولگا ترجیح می‌دهد. ثمره این ازدواج کودکی است که شباهت بسیار به کودکی ابلوموف دارد.

## بازیگران
- آلگ تاباکوف: ابلوموف
- یِلنا سولووی: اولگا
- یوری بوگاتیرییف: آندرهٔ ایوانوویچ شولتس
- آندرهٔ پوپوف: زاخار

## سایر عوامل
- کارگردان: نیکیتا میخایلکوف
- زمان فیلم:۱۳۴ دقیقه
- محصول: اتحاد شوروی (روسیه)